# Glioxisoma
Los glioxisomas son orgánulos membranosos que se encuentran en las células eucariotas de tipo vegetal, particularmente en los tejidos de almacenaje de lípidos de las semillas, y también en los hongos filamentosos. Los glioxisomas son peroxisomas especializados que convierten los lípidos en carbohidratos durante la germinación de las semillas. La plántula utiliza estos azúcares sintetizados hasta que es lo bastante madura para producirlos por fotosíntesis. En los glioxisomas, los ácidos grasos se hidrolizan a acetil-CoA mediante las "enzimas peroxisomales" de la β-oxidación. Además, contienen las enzimas clave del ciclo del glioxilato ("isocitrato liasa" y "malato sintasa"). Así realizan la ruptura de los ácidos grasos y producen los productos intermedios para la síntesis de azúcares por gluconeogénesis.